# Callibaetis abundans
Callibaetis abundans – gatunek jętki z podrzędu Pisciforma i rodziny murzyłkowatych.

## Taksonomia
Gatunek opisany został w 1913 roku przez Longinosa Navása jako Baetis abundans.

## Opis
Tylne skrzydło pozbawione krótkich żyłek wtrąconych między drugą a trzecią żyłką podłużną, chociaż proksymalna część trzeciej żyłki poprzecznej może być słaba.

## Rozprzestrzenienie
Gatunek neotropikalny, endemiczny dla Paragwaju.